# Раян Волтерс
Раян Волтерс (англ. Ryan Wolters; нар. 1 лютого 1977) — колишній американський тенісист.
Найвищу одиночну позицію світового рейтингу — 572 місце досяг 11 вересня 2000, парну — 426 місце — 5 березня 2001 року.

## Юніорські фінали турнірів Великого шолома

### Парний розряд: 1 (1 поразка)
| Результат | Рік  | Турнір                               | Покриття | Партнер           | Суперник                    | Рахунок  |
| --------- | ---- | ------------------------------------ | -------- | ----------------- | --------------------------- | -------- |
| Поразка   | 1995 | Відкритий чемпіонат Франції з тенісу | Ґрунт    | Джастін Гімелстоб | Рамон Слюйтер Петер Весселс | 6–7, 5–7 |